# Эйюбов, Джейхун Джамиль Оглы
Джейхун Джамиль Оглы Эйюбов (род. 24 июня 1989, Баку) — российский дзюдоист, бронзовый призёр чемпионатов России, мастер спорта России. Выступает в суперлёгкой весовой категории (до 60 кг). Тренировался под руководством Алика Бекузарова и Эдуарда Дзуцева. Призёр этапов Кубка мира, победитель и призёр международных турниров.

## Спортивные результаты
- Чемпионат России по дзюдо 2009 года — ;
- Чемпионат России по дзюдо 2011 года — .